# باغ آب
این گونه از باغ‌ها که نمونه‌های نادری از آن در حال حاضر موجود است ، باغ‌هایی هستند که دارای یک آبگیر بزرگ اند و این آبگیر بزرگ گاه بخشی از باغ و گاه تمامی سطح آن را پوشانده به‌طوری‌که کوشک اصلی در میان آبگیر و بر روی آن ساخته شده‌است. از جمله نمونه‌های موجود می‌توان به باغ ائل گلی (شاه گولی ) در تبریز و کوشک چشمه علی در دامغان اشاره کرد. با توجه به منظر ویژه این نوع باغ‌ها در سرزمین کم آب ایران ،کارکرد اصلی باغ آب‌ها ، سکونت موقت برای تشریفات یا تفریح است.